# Thomas Connolly
Thomas Connolly (n. 24 octombrie 1909, Saint Paul, Minnesota, SUA – d. 24 mai 1996, Holland⁠(d), Michigan, SUA) a fost un gimnast artistic ce a reprezentat Statele Unite ale Americii, medaliat olimpic. A participat la o ediție a Jocurilor Olimpice (1932) în care a câștigat o medalie de bronz.

## Participări
Lista de mai jos prezintă principalele competiții la care a participat Thomas Connolly de-a lungul carierei.
- gymnastics at the 1932 Summer Olympics – men's rope climbing[*]